# Suchá Lhota
Pour les articles homonymes, voir Suchá.
Suchá Lhota (en allemand : Dürr Lhota) est une commune du district de Svitavy, dans la région de Pardubice, en Tchéquie. Sa population s'élevait à 81 habitants en 2024.

## Géographie
Suchá Lhota se trouve à 10 km à l'ouest du centre de Litomyšl, à 26 km au nord-ouest de Svitavy, à 34 km au sud-est de Pardubice et à 127 km à l'est-sud-est de Prague.
La commune est limitée par Javorník au nord-ouest, par Bučina au nord-est, par Makov au sud-est et par Příluka au sud-ouest.

## Histoire
La première mention écrite de la localité date de 1347.

## Transports
Par la route, Suchá Lhota se trouve à 14 km de Litomyšl, à 31 km de Svitavy, à 43 km de Pardubice et à 157 km de Prague. 